# Rafa
Rafa – skała podwodna w formie wału albo grzbietu, której górna część znajduje się tuż pod albo tuż nad powierzchnią wody. Rafy stanowią zagrożenie dla żeglugi.
W hydromorfologii rzek rafą określa się wypłyconą część koryta o dość dużym, większym niż w przypadku bystrza, spadku podłużnym oraz prędkości wody. W obrębie rafy przepływ jest turbulentny, a nurt ma charakter od rwącego w ciekach nizinnych, po kipiel w ciekach wyżynnych i górskich. Dno w rafie zawiera wypukłości, zbudowane jest z dużych kamieni i głazów.
W zależności od pochodzenia rafa może być:
- wytworem organizmów rafotwórczych; do takich należą rafy koralowe
- częścią struktury geologicznej lądu
- zalanym przez morze obszarem młodoglacjalnym.

W zależności od odległości od brzegu można wyróżnić:
- rafy brzegowe
- rafy przybrzeżne
- rafy barierowe
- atole (w przypadku raf koralowych)[4][5].